# 総武物流
総武物流株式会社（旧總武通運株式会社）は、千葉県野田市にある、キッコーマン傘下の物流サービス企業。総武サービスセンターも併記。

## 歴史

### 船舶輸送時代
江戸時代から醤油を運ぶ輸送路として江戸川が活躍していた。

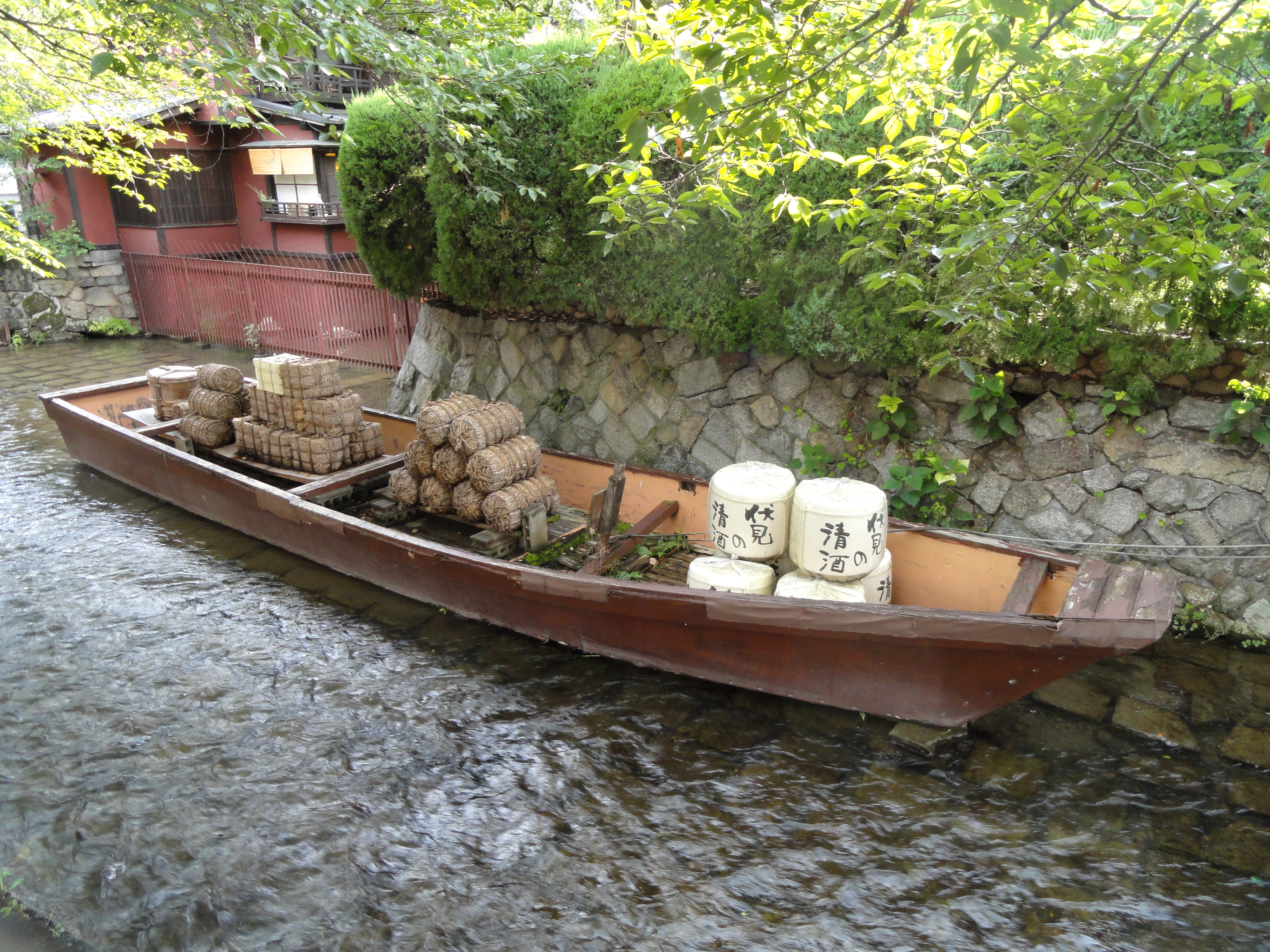
イメージ

江戸川の河岸に船問屋があり、醤油樽は船問屋で高瀬船に積みこまれ、醤油樽の輸送は、江戸川を利用した船舶で行われていた。
個人の船頭たちが結束して大正9年に野田船業株式会社を設立していたが、大正13年に野田船業株式会社は解散した。
總武通運は昭和29年に、以前からの内湾航路としての船舶部門を廃業した。

### 鉄道貨物輸送時代
明治33年に、野田町の工場と江戸川を結ぶ野田人車鉄道が設立され、トロッコで醤油70樽2トンが運搬されていた。

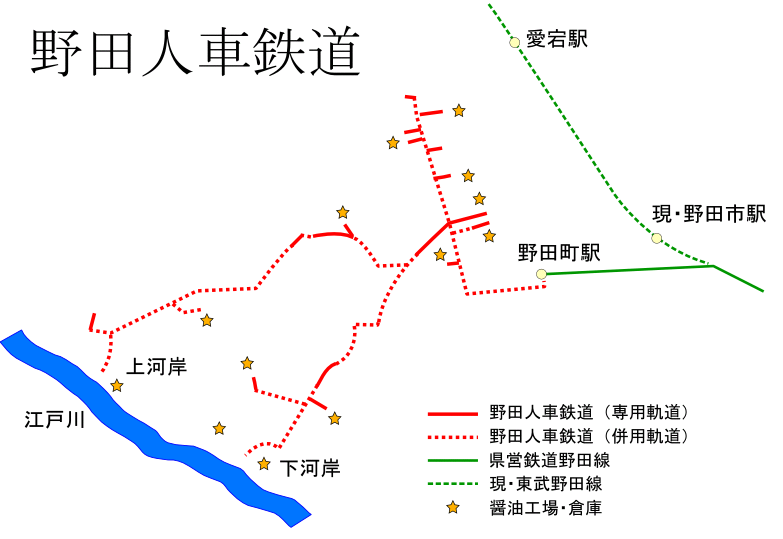

明治末期に、野田～柏間で千葉県営軽便鉄道が開通。
人車鉄道も大正2年に野田町駅構内まで路線延長した。人車鉄道は大正6年に設立された野田醤油株式会社の運輸部門として活動していた。
大正11年に野田醤油醸造組合は、北総鉄道株式会社を設立する。船橋～柏間は、大正12年の12月に営業開始した。
大正13年10月に、船問屋に野田醤油が加わり、船舶を本業とする野田運輸合資会社と、東京野田屋合名会社が合同で野田運輸株式会社を設立し、当社の創立となった。
営業内容は、船舶輸送事業と自動車運送事業に及んでいた。
大正14年に野田人車鉄道を営業廃止。
北総鉄道は大正15年に社名を総武鉄道株式会社と改めた。
野田から大宮までの路線延長と同時に電化も開始。大宮～船橋間が全線開通となり、大宮～柏間は電車が走った。

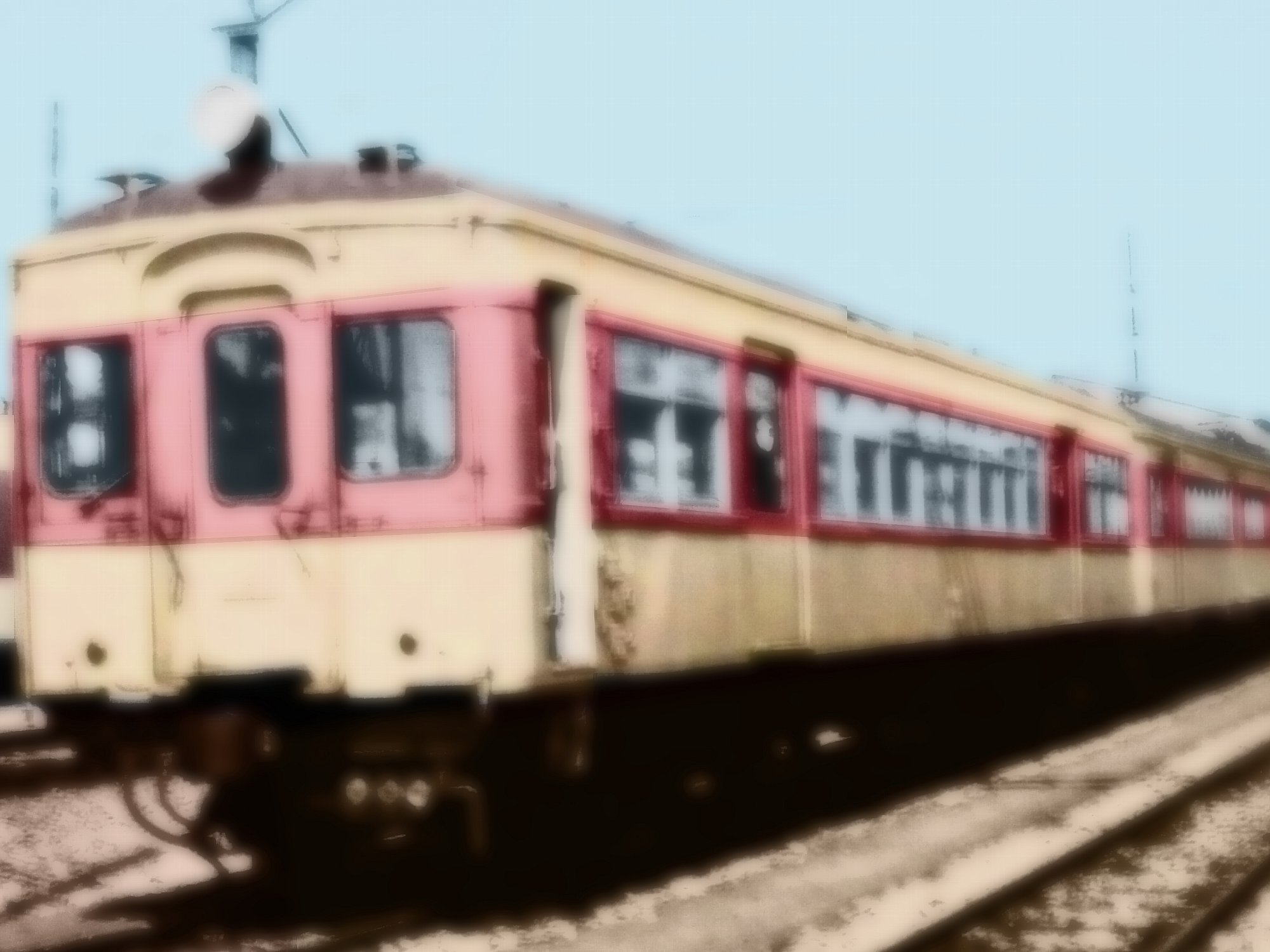
イメージ

昭和17年、野田運輸株式会社は總武通運株式会社へ社名変更。
政府は昭和19年に、総武鉄道の東武鉄道への企業合併を強制し、東武野田線となったが、
生活必需品である醤油が主力であった野田の当社は戦災を受けずに済んだ。

### トラック輸送時代
昭和30年代に、鉄道輸送に加えてトラック輸送が年々拡大してゆき、

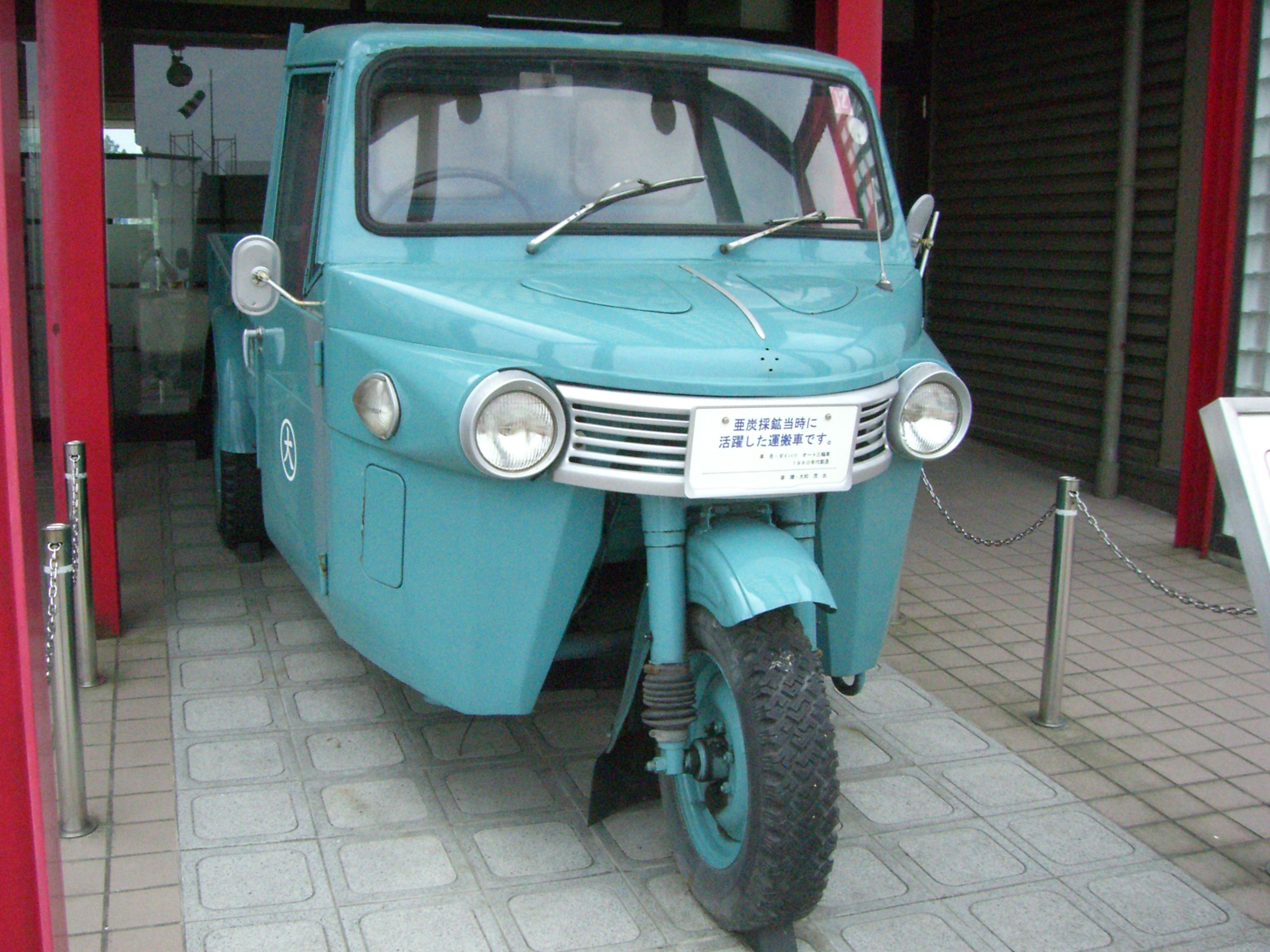
イメージ

高速道路網の発達により、昭和39年には鉄道貨物は本格的にトラック輸送にシフトしていった。
野田醤油株式会社が昭和39年、キッコーマン醤油株式会社に社名変更。
昭和45年に野田トレーラー運輸株式会社を設立した。
昭和50年代に厳しい経営が続き、昭和57年になると荷主の鉄道離れが加速する。昭和60年には東武野田線における74年に亘る鉄道貨物輸送が廃止され、引込み線撤去。
野田トレーラー運輸株式会社が昭和63年に、社名を野田物流サービス株式会社に改めた。
そして平成6年に、總武通運は野田物流サービスと合併し、総武物流株式会社が発足した。

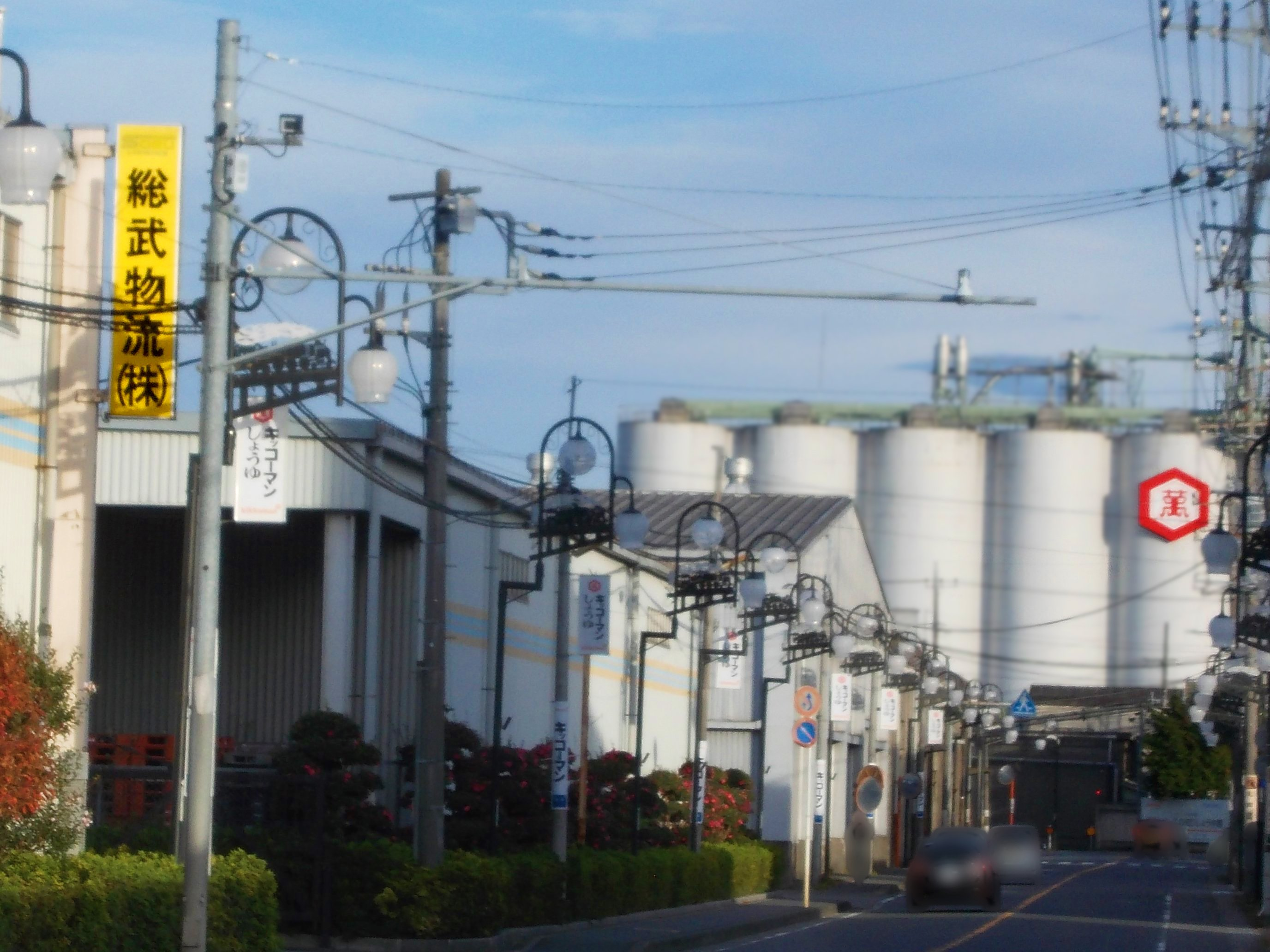
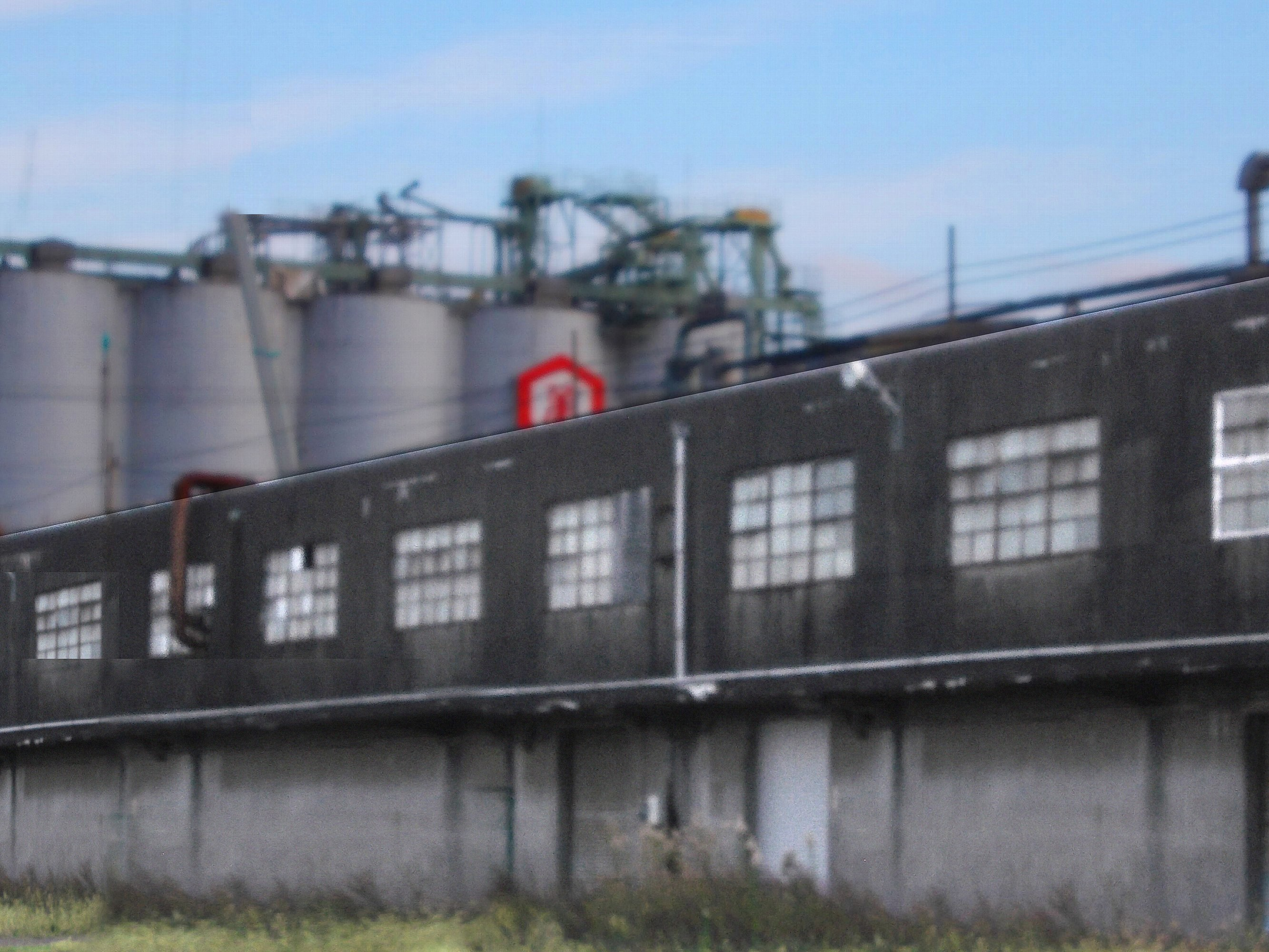

### 沿革
1924年（大正13年）10月 野田運輸株式会社を設立
1930年（昭和5年）6月 丸三運送店と合併、丸三野田運輸株式会社を設立
1942年（昭和17年）3月 總武通運株式会社に社名変更
1970年（昭和45年）11月 野田トレーラー運輸株式会社設立
1988年（昭和63年）4月 野田トレーラーから野田物流サービス株式会社へ社名変更
1994年（平成6年）4月 總武通運と野田物流サービスが合併、総武物流株式会社に社名変更
2006年（平成18年）4月 キッコーマン東日本地域受注業務受託、 10月 焼酎事業（トライアングル）の譲渡。
2007年（平成19年）1月 キッコーマン西日本地域受注業務受託
2009年（平成21年）7月 野田市内に東日本ロジスティクスセンター開設

## 総武サービスセンター
株式会社総武サービスセンターは千葉県野田市にある、キッコーマン傘下の、食品の詰合せ包装作業等を事業内容とするグループ企業。

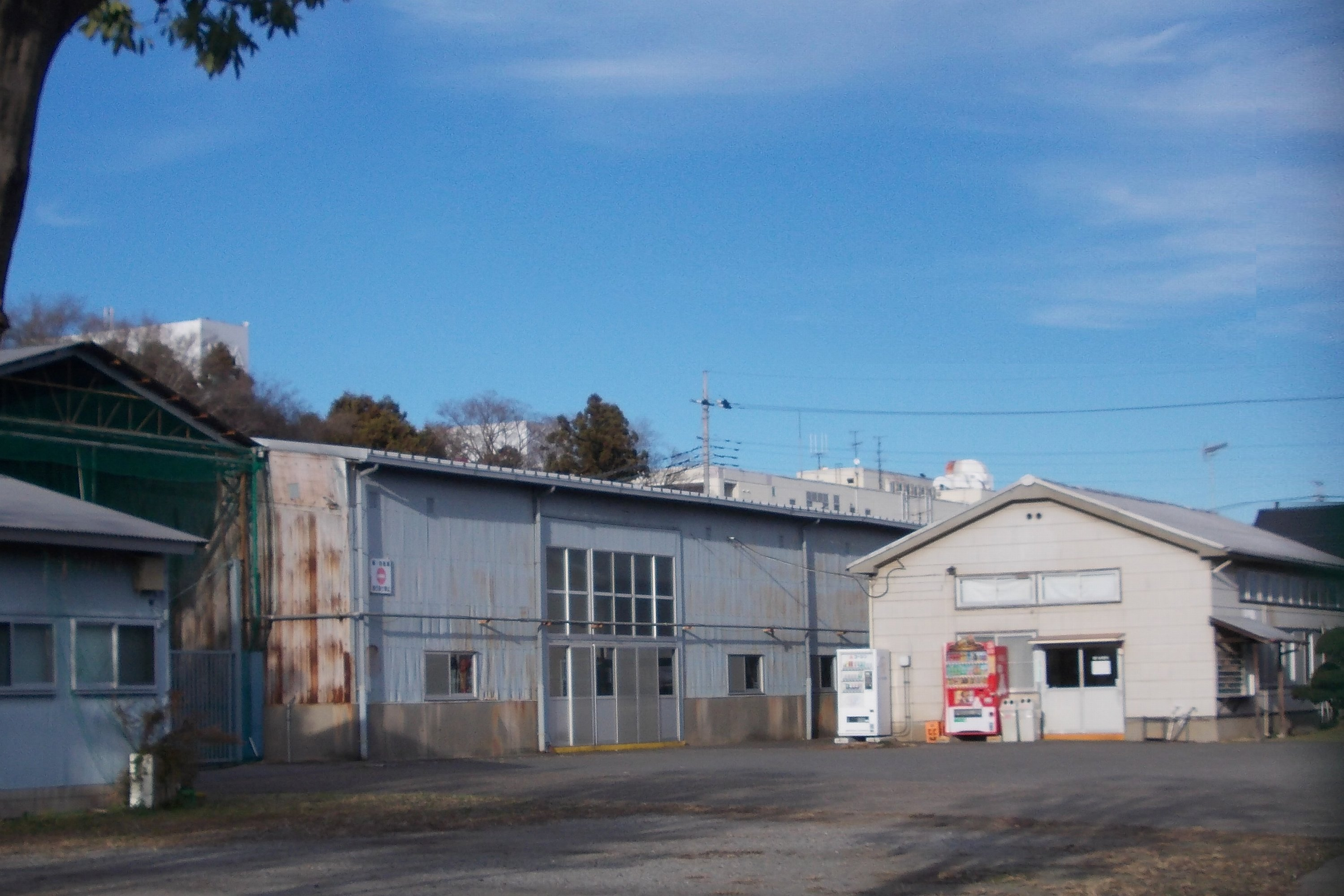
総武サービスセンター

### 沿革
1968年（昭和43年） 8月 	株式会社キッコーマンびんセンターを設立
1988年（昭和63年）4月 野田トレーラーが野田物流サービス株式会社に社名変更
1994年（平成6年）4月 總武通運と野田物流サービスが合併し、総武物流に社名変更
1994年（平成6年）10月 キッコーマンびんセンターは総武サービス株式会社と合併し、株式会社総武サービスセンターとなる。